# Дьяме, Адама
Адама́ Дьяме́ (фр. Adama Diamé; род. 19 июля 2000) — французский футболист сенегальского происхождения, нападающий клуба «Слован» (Либерец).

## Карьера

### «Селье и Белло»
В июле 2019 года стал игроком команды «Селье и Белло» из города Влашим. Дебютировал в Народной Лиге 25 августа 2019 года в матче с клубом «Усти-над-Лабем».

### «Слован»
В феврале 2021 года отправился в аренду в либерецкий «Слован», где был заявлен за основную и вторую команды клуба. В Фортуна-лиге дебютировал 24 апреля 2021 года в матче с «Младой-Болеслав». В июле 2021 года заключил полноценный контракт с клубом.

### «Виктория Жижков»
В сентябре 2021 года отправился в аренду в «Викторию» из Жижкова. Дебютировал за клуб в Народной Лиге в матче с МФК «Вышков».